# Девід Вансбро
Девід Вансбро (англ. David Wansbrough, 29 квітня 1965) — австралійський хокеїст на траві.
Срібний призер Олімпійських Ігор 1992 року, учасник 1988 року.